# Bénilde de Cordoue
Pour les articles homonymes, voir Bénilde (homonymie).
Bénilde de Cordoue, morte en 853, est une sainte catholique. Elle fait partie des quarante-huit martyrs de Cordoue.

## Biographie
Bénilde était originaire de Cordoue et elle était à un âge avancé au moment de sa persécution en 853, avec les autres martyrs de Cordoue. Elle a été décapitée, son corps a été brûlé et les cendres ont été dispersées.